# Постлов
Постлов (нім. Postlow) — громада в Німеччині, розташована в землі Мекленбург-Передня Померанія. Входить до складу району Передня Померанія-Грайфсвальд. Складова частина об'єднання громад Анклам-Ланд.
Площа — 14,71 км2. Населення становить 296 ос. (станом на 31 грудня 2020).